# Giulio Porro Lambertenghi
Giulio Porro Lambertenghi (Milano, 4 novembre 1811 – Fino Mornasco, 22 novembre 1885) è stato un patriota e storico italiano.

## Biografia

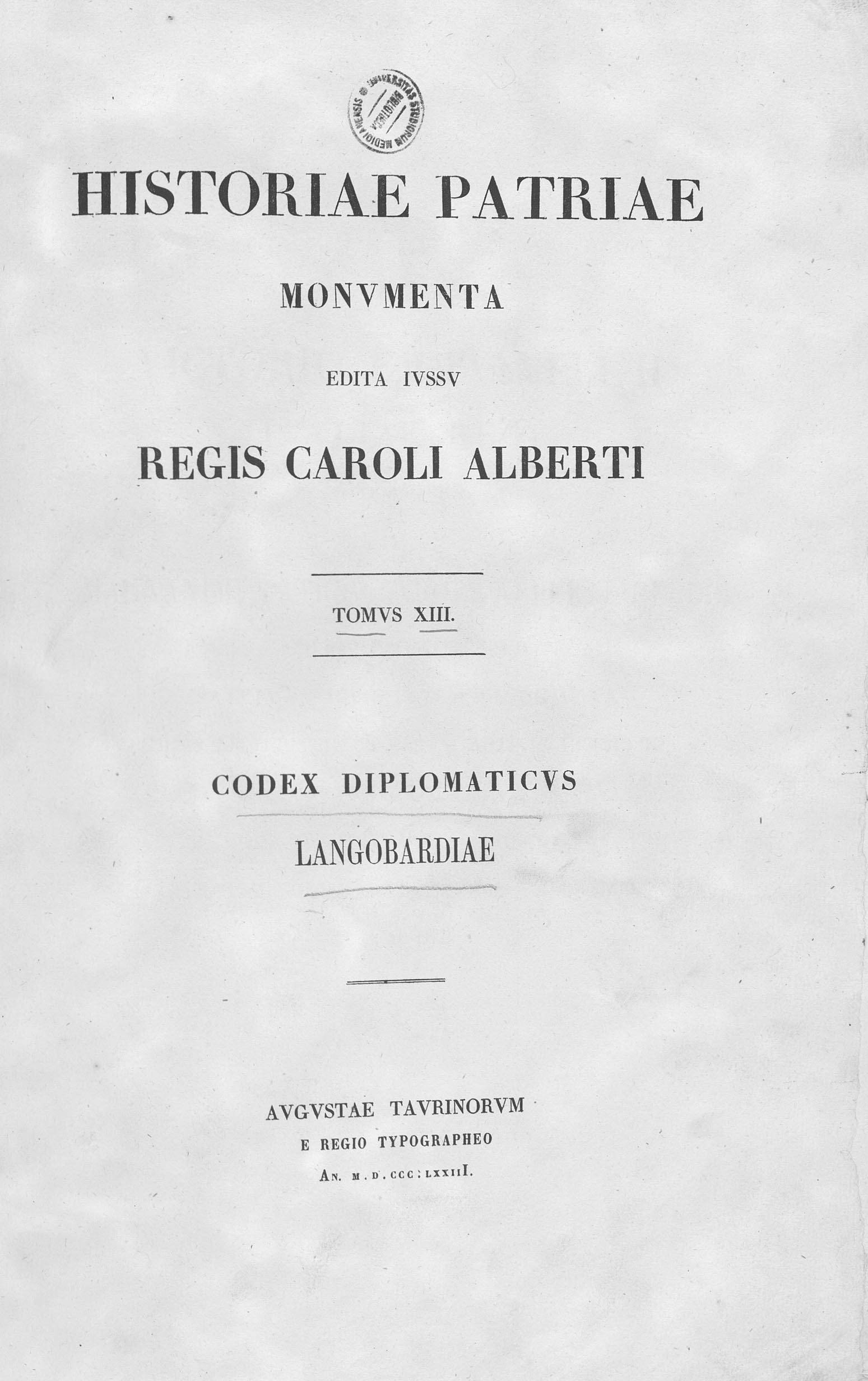
Codex diplomaticus Langobardiae, 1873

Figlio di Luigi Porro Lambertenghi e Anna Maria Serbelloni, ebbe come precettore Silvio Pellico, amico del padre.
Patriota, il 18 marzo 1848 fu arrestato dagli austriaci e successivamente rinchiuso per due mesi nella fortezza di Kufstein; tornato a Milano nel giugno 1848, fu esule in Svizzera dall'agosto dello stesso anno per il ritorno austriaco.
Fu incaricato dal conte Giorgio Trivulzio di sistemare la Biblioteca Trivulziana, di cui pubblicò nel 1884 il catalogo dei manoscritti.
Pubblicò diverse edizioni di manoscritti di storia lombarda e collaborò agli Historiae Patriae Monumenta, in particolare per il Codex Diplomaticus Langobardiae (1873) e per l'edizione del Liber Consuetudinum Mediolani (1876).
Dal 1874 fu vice presidente della Società Storica Lombarda e ne fu presidente dal dicembre 1877 fino alla morte.

## Opere
(parziale)
Curatele
- Statuti delle strade ed acque del contado di Milano, in Miscellanea di Storia Italiana, vol. 7, 1869,  pp. 307-437.
- (LA) Codex diplomaticus Langobardiae, Historiae Patriae Monumenta, Torino, Stamperia reale, 1873.
- (LA)  Liber Consuetudinum Mediolani, Historiae Patriae Monumenta, 1876.
- Trivulziana. Catalogo dei Codici Manoscritti, Torino, 1884.